# گنکی یامادا
گنکی یامادا (انگلیسی: Genki Yamada؛ زادهٔ ۱۶ دسامبر ۱۹۹۴) بازیکن فوتبال اهل ژاپن است.